# علی و نینو (رمان)
علی و نینو رمانی است در مورد عاشقانه‌ای بین یک پسر مسلمان آذربایجانی و یک دختر گرجی مسیحی در باکو در سال‌های 1914-1920. این کتاب معضلات ایجاد شده توسط حکومت «اروپایی» بر جامعه «شرقی» را بررسی می‌کند و تصویری از پایتخت آذربایجان، باکو، در دوره جمهوری دموکراتیک آذربایجان که قبل از دوره طولانی حکومت شوروی بود، ارائه می‌دهد. این رمان به بیش از 30 زبان، با بیش از 100 نسخه یا تجدید چاپ منتشر شده است. این رمان معمولاً رمان ملی آذربایجان به حساب می‌آید.
این رمان به صورت اول شخص نوشته شده و شرح مفصلی از مناطق و آداب و رسوم آنها در رمان وجود دارد.